# Hartmannsdorf (bij Gera)
Hartmannsdorf is een gemeente in de Duitse deelstaat Thüringen, en maakt deel uit van de Landkreis Greiz.
Hartmannsdorf telt 343 inwoners.